# Оберар
Оберар (њем. Oberahr) општина је у њемачкој савезној држави Рајна-Палатинат. Једно је од 192 општинска средишта округа Вестервалд. Према процјени из 2010. у општини је живјело 565 становника. Посједује регионалну шифру (AGS) 7143281.

## Географски и демографски подаци
Оберар се налази у савезној држави Рајна-Палатинат у округу Вестервалд. Општина се налази на надморској висини од 330 метара. Површина општине износи 4,2 km². У самом мјесту је, према процјени из 2010. године, живјело 565 становника. Просјечна густина становништва износи 134 становника/km².